# История одного истребителя
История одного истребителя (пол. Historia jednego myśliwca) — польский чёрно-белый, военный, художественный фильм 1958 года.

## Сюжет
Поляк Стефан Заремба, молодой летчик эскадрильи Королевских ВВС Великобритании, участвует в знаменитой битве за Британию. Во время боевого вылета над Ла-Маншем его самолет сбивают. Стефан попадает на спасательный плот, на котором уже находится немецкий лётчик. Ему удается вернуться на базу и принять участие в следующих боевых вылетах. Вторично сбитому над Францией, Стефану удаётся через Испанию вернутся в Великобританию. Одновременно, в фильме показаны любовные встречи молодого пилота.

## В ролях
- Богуш Билевский — Стефан Заремба, лётчик
- Кристина Ивашкевич — Маргарет
- Данута Нагурна — Катаржина
- Ян Махульский — Сташек Камень, лётчик
- Влодзимеж Скочиляс — Зыгмунт, лётчик
- Игор Смяловский — Завада, командир 306-й «Торуньской» авиационной эскадрильи
- Леонард Петрашак — польский лётчик
- Эмиль Каревич — германский лётчик
- Казимеж Фабисяк — Франсуа, фотограф
- Казимеж Деюнович — германский врач
- Артур Млодницкий — германский офицер